# Кевар
Кева́р (перс. كوار‎) — город на юге Ирана, в провинции Фарс. Административный центр шахрестана Кевар.
Кевар — крупный региональный сельскохозяйственный центр, а также один из лидеров по производству строительных материалов.

## География
Город находится на западе Фарса, в горной местности юго-восточного Загроса, на высоте 1 547 метров над уровнем моря.
Кевар расположен на расстоянии приблизительно 40 километров к юго-юго-востоку от Шираза, административного центра провинции и на расстоянии 725 километров к юго-юго-востоку от Тегерана, столицы страны.

## Население
На 2006 год население составляло 22 158 человек; в национальном составе преобладают персы и кашкайцы, в конфессиональном — мусульмане-шииты.